# Marina Serafimowna Schirowa
Marina Serafimowna Schirowa (russisch Марина Серафимовна Жирова, englische Transkription Marina Serafimovna Zhirova; * 6. Juni 1963 in Jegorjewsk) ist eine ehemalige russische Leichtathletin, die in den 1980er Jahren für die Sowjetunion startend als Sprinterin erfolgreich war.
Bei den Europameisterschaften 1986 in Stuttgart gewann sie in der 4-mal-100-Meter-Staffel gemeinsam mit Antonina Nastoburko, Natalja Botschina und Olga Solotarjewa die Bronzemedaille. Außerdem startete sie im 200-Meter-Lauf. Im Finale, in dem Heike Drechsler Marita Kochs Weltrekord von 21,71 s einstellte, belegte Schirowa in 23,18 s den achten Platz.
Ihren bedeutendsten Erfolg feierte Schirowa bei den Olympischen Spielen 1988 in Seoul. In der 4-mal-100-Meter Staffel gewann sie gemeinsam mit Ljudmila Kondratjewa, 
Galina Maltschugina und Natalja Pomoschtschnikowa die Bronzemedaille. Außerdem startete sie in Seoul im 100-Meter-Lauf, schied dort aber in der Halbfinalrunde aus.
Marina Schirowa ist 1,70 m groß und hatte ein Wettkampfgewicht von 58 kg.

## Bestleistungen
- 100 m: 10,98 s, 17. August 1985, Moskau